# لاکتام
لاکتام (به انگلیسی: Lactam) در شیمی به آمید حلقوی گفته می‌شود. واژه لاکتام تلفیقی از دو واژه لاکتون و آمید است.

## نامگذاری

از راست به چپ: اپسیلون لاکتام؛ دلتا لاکتام؛ گاما لاکتام؛ بتا لاکتام

لاکتام‌ها با یک پیشوند لاتین نامگذاری می‌شوند. این پیشوند برخاسته از تعداد کربن‌های میان گروه عاملی کربونیل و نیتروژنِ آمیدی است:
- آلفا-لاکتام (به انگلیسی: α-Lactam) دارای اتم سه حلقه‌ای
- بتا-لاکتام (به انگلیسی: β-lactam) دارای دو کربن میانی و اتم چهار حلقه‌ای
- گاما-لاکتام (به انگلیسی: γ-lactam) دارای اتم پنج حلقه‌ای
- دلتا-لاکتام (به انگلیسی: δ-lactam) دارای چهار کربن میانی
- اپسیلون-لاکتام (به انگلیسی: ε-lactam) دارای پنج کربن میانی